# Eugen Thiele
Eugen Thiele (* 27. September 1897 in Wien, Österreich-Ungarn als Eugen Isersohn; † 16. November 1938 in Baden bei Wien) war ein österreichischer Filmregisseur, Drehbuchautor und Schauspieler.

## Leben
Der jüngere Bruder des Regisseurs Wilhelm Thiele sammelte seine ersten künstlerischen Erfahrungen am Theater und stieß in den 1920er Jahren zum deutschen Film. Dort übernahm er anfänglich unterschiedliche Funktionen: so war Thiele 1927 Aufnahmeleiter bei Ramper, der Tiermensch und Ehre Deine Mutter, 1929 Komparse in seines Bruders Inszenierung Adieu, Mascotte und Darsteller in Joe Mays Der unsterbliche Lump sowie Dramaturg und Regieassistent.
Mit Beginn des Tonfilmzeitalters konnte Thiele erstmals auch Regie führen. Thiele-Inszenierungen waren überwiegend heitere Stoffe: Romanzen und Lustspiele. Die heitere Alltagsgeschichte Drei von der Stempelstelle, eine Anspielung auf den größten Kinoerfolg seines Bruders Die Drei von der Tankstelle, ließ die Nöte und Sorgen einer von Arbeitslosigkeit und Hunger zermürbten Gesellschaft in der Spätzeit der Weimarer Republik erahnen. Die Machtübernahme durch die Nationalsozialisten bedeutete das Karriereende für den nunmehr mit Arbeitsverbot belegten Juden Thiele, der daraufhin nach Wien floh. Einen Monat später ging er nach Prag und schrieb dort die deutschen Dialoge zu Otto Kantureks Lustspiel Das Glück von Grinzing. Im Jahr darauf, 1934, konnte Thiele wieder einen Film inszenieren, Tatra-Romanze, die deutsche Version des tschechischen Films Tatranská romance des Regisseurs Josef Rovenský (1894–1937).
Nachdem Anschlussaufträge ausblieben, kehrte Eugen Thiele schließlich Anfang 1935 nach Wien heim und verbrachte dort und im nahe gelegenen Baden seinen Lebensabend unter äußerst bescheidenen Umständen. Eugen Isersohn-Thiele starb wenige Monate nach dem Anschluss Österreichs unter nicht geklärten Umständen.

## Filmografie
als Regisseur
- 1930: Susanne macht Ordnung (auch Co-Drehbuch)
- 1930: Television[1]
- 1931: Gefahren der Liebe (auch Co-Drehbuch)
- 1931: Mein Herz sehnt sich nach Liebe (auch Co-Drehbuch)
- 1931: Einer Frau muß man alles verzeih’n
- 1932: Der Feldherrnhügel (der Autor des Stücks Alexander Roda Roda spielte die Rolle des Korpskommandanten – die letzte seiner insgesamt vier Filmrollen)[2]
- 1932: Drei von der Stempelstelle
- 1933: Das Glück von Grinzing (nur Drehbuch)
- 1934: Tatra-Romanze

als Schauspieler
- 1930: Der unsterbliche Lump